# Arlau
Die Arlau (dänisch: Arlå) ist ein 37 km langer Fluss im Kreis Nordfriesland in Schleswig-Holstein, der in die Nordsee mündet und zur Flussgebietseinheit Eider gehört.

## Name
Die Arlau wird erstmals 1649 schriftlich erwähnt (Arle). Der Name leitet sich wahrscheinlich von germanisch *arō für 'Flusslauf' ab.

## Verlauf
Die Arlau entspringt südöstlich von Sollwitt auf der Schleswigschen Geest im Kreis Nordfriesland am Rande vom gegenüberliegenden Herrenmoor in der Gemeinde Süderhackstedt. Der Wasserlauf führt von der Quelle an zunächst einige Kilometer grob in südlicher Richtung und bildet dabei unter anderem die Gemeindegrenze zwischen Behrendorf und Bondelum ab. Etwa drei Kilometer südöstlich von Behrendorf schwenkt der Lauf grob in westliche Richtung ein. Das Flussbett führt das Wasser ab hier südlich an den Dorflagen von Behrendorf und Viöl vorbei, weiter westlich zwischen den Hauptsiedlungsgebieten von Arlewatt und Ahrenshöft hindurch. Hier wechselt der Flusslauf aus dem Naturraum Bredstedt-Husumer Geest in die Nordfriesische Marsch vom Hattstedter Alter Koog. Ab dem Austritt bei der Arlauschleuse im Westen vom Neuen Hattstedter Koog führen Leitdämme innerhalb des geschützten Bereichs vom Beltringharder Koog das Wasser in das sogenannte Arlau-Speicherbecken beim Holmer Siel, wo der Flusslauf durch vier Sielkammern in das Wattenmeertief der Holmer Fähre an der Norderhever im Nordfriesischen Wattenmeer entwässert.
Der Flusslauf bildet die traditionelle Grenze zwischen den historischen Verwaltungsbezirken Norder- und Südergoesharde.

## Wasserbau im Mündungsbereich
Der Abfluss in die Nordsee wird durch eine Schleuse und das davor liegende Arlau-Speicherbecken im Beltringsharder-Koog reguliert. Die beiden wasserbautechnischen Anlagen schützen aber auch das bewohnte tiefliegende Hinterland der Hattstedtermarsch bei einer Sturmflut vor Eindringen von Nordseewasser. Das Speicherbecken macht heute ein zusätzliches Pumpwerk am Holmer Siel – im Gegensatz zur alten Arlau-Schleuse in der Hattstedtermarsch – überflüssig.

## Zuflüsse
Vorfluter der Arlau sind:
- Gramsholmer Bek,
- Imme,
- Eckstockau,
- Ahrenhöfter Graben,
- Ostenau,
- Bredstedter Bach,
- Jelstrom,
- Grenzau.

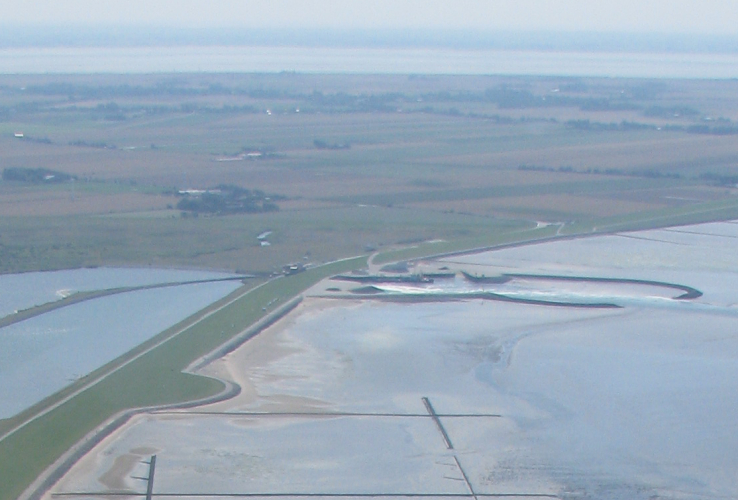
Das Holmer Siel am Außendeich des Beltringharder Koogs
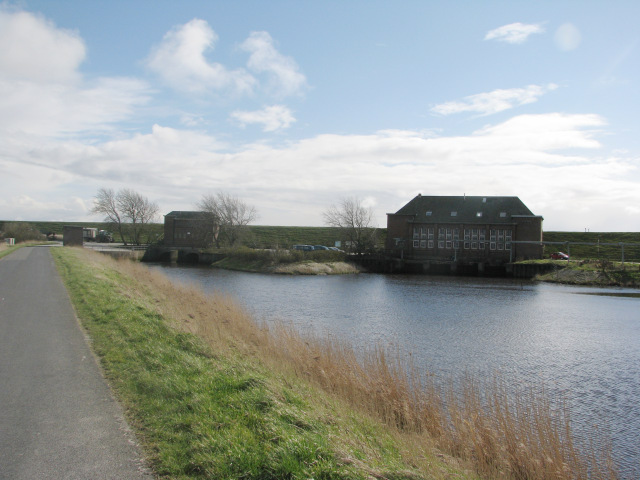
Die Schleusenanlage der Arlau im Deich des Hattstedter Neuen Kooges
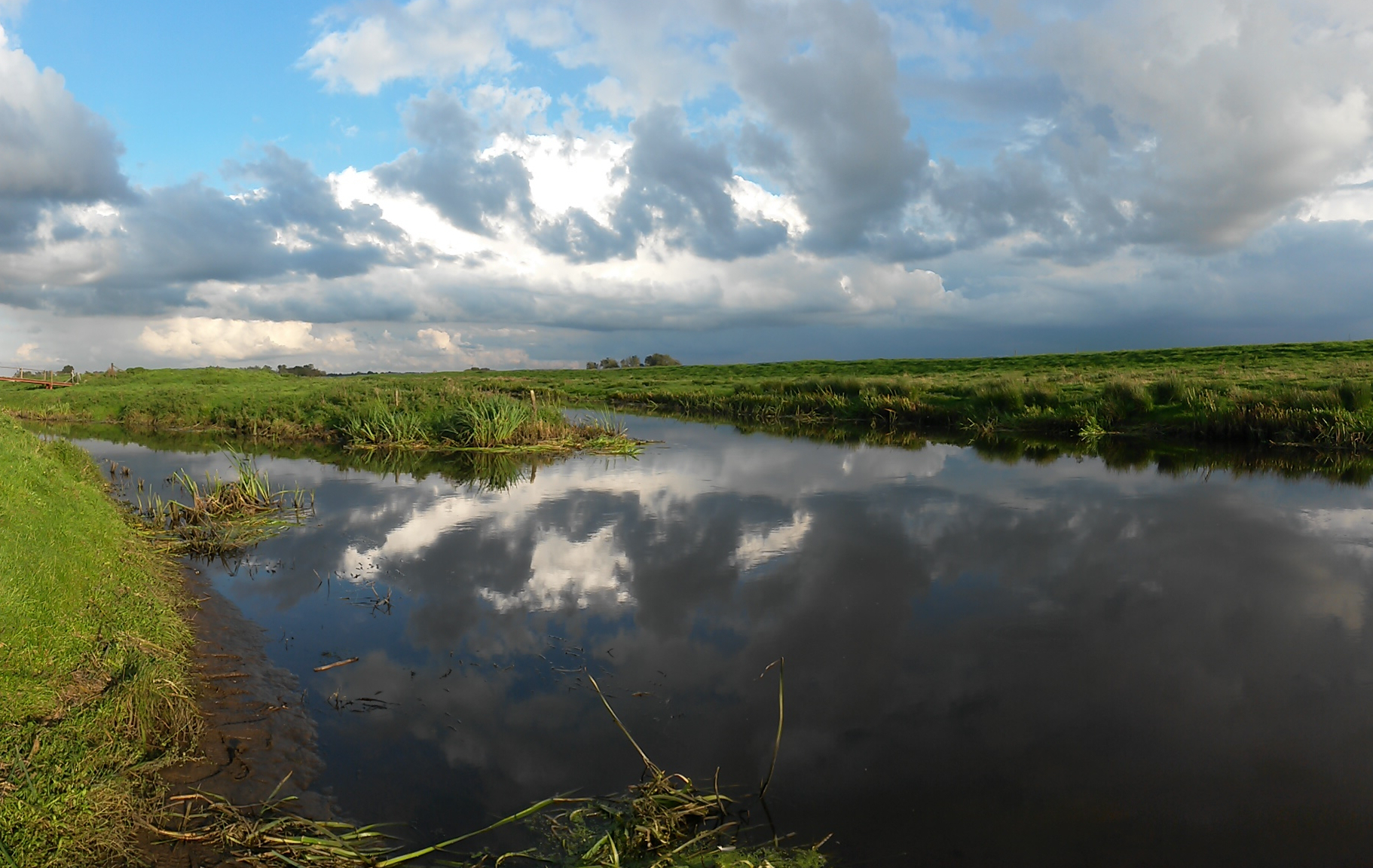
Die Arlau bei der Mündung der Ostenau (von links kommend)

## Siehe weiterhin
- Liste der Gewässer in Schleswig-Holstein